# سرمیده
سرمیده (به ایتالیایی: Sermide) یک کومونه در ایتالیا است که در استان منتووا واقع شده‌است. سرمیده ۵۶٫۹ کیلومتر مربع مساحت و ۶٬۵۳۳ نفر جمعیت دارد و ۱۳ متر بالاتر از سطح دریا واقع شده‌است.